# Черен клен
Черен клен (на латински: Ácer nigrum) – листопадно дърво от семейство Sapindaceae. Видът е незастрашен от изчезване.

## Разпространение
Видът е широко разпространен в източната част на Северна Америка.